# Издательство Университета Оклахомы
Издательство Университета Оклахомы (англ. University of Oklahoma Press, сокр. OU Press) — издательское подразделение Университета Оклахомы.

## История и деятельность
Основанное в 1929 году пятым президентом Университета Оклахомы — Уильямом Беннеттом Биззеллом, издательство стало первой университетской типографией на юго-западе Америки. Штаб-квартира издательства находится в городе Норман.
OU Press является одним из ведущих печатных изданий в регионе и в первую очередь известно своими публикациями об американском Западе и коренных американцах, хотя оно публикует тексты и на другие темы — от дикой природы до древних языков.

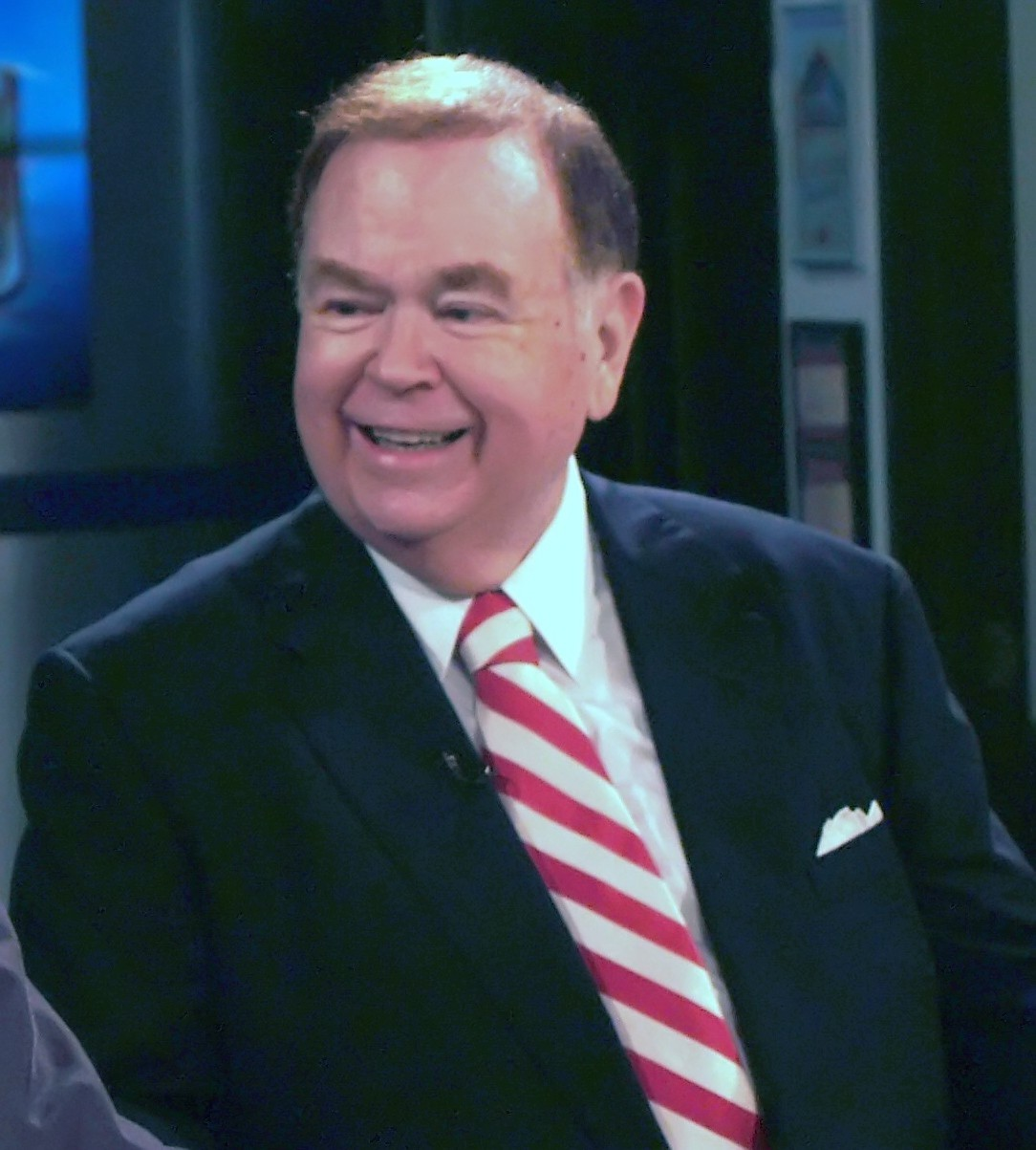
Дэвид Борен

Ежегодно в издательстве Университета Оклахомы публикуется около 80 книг. В профиле University of Oklahoma Press за 2018 год цитируется слова президента Оклахомского Университета Дэвида Борена: «OU Press — одна из жемчужин Университета Оклахомы» («The OU Press is one of the crown jewels of the University of Oklahoma»).
В июле 2006 года компания Артура Кларка (основана в 1902 году) — крупный типограф публикаций, связанных с историей западной части Соединенных Штатов, была приобретена издательством Университета Оклахомы и переехала в Норман, штат Оклахома, где продолжает работать как импринт.